# گرند ماری (مینه‌سوتا)
گرند ماری، مینه‌سوتا (به انگلیسی: Grand Marais, Minnesota) یک شهر در ایالات متحده آمریکا است که در شهرستان کوک (ایلینوی) واقع شده‌است.

## خصوصیات
گرند ماری ۷٫۵۱ کیلومترمربع مساحت و ۱٬۳۵۱ نفر جمعیت دارد و ۱۸۸ متر بالاتر از سطح دریا واقع شده‌است.